# Geofon
Geofon je jednostavan uređaj za registraciju nailazaka seizmičkih valova tijekom mjerenja na kopnu koji pretvara gibanje tla u električni signal. Sastavljen je od inertne mase ovješene o pero pričvršćeno za magnetično kućište fiksno povezano s površinom tla, oko koje su namotani električni vodiči. Gibanje tla, izazvano nailaskom (seizmički val) seizmičkih valova, pokreće inertnu masu s vodičima u kojima se zbog kretanja unutar permanentnog magnetskog polja inducira struja razmjerna (seizmički val) amplitudi nailazećih seizmičkih valova. Registracija seizmičkih podataka na terenu obavlja se unutar posebnih aparatura u koje dolaze inducirane struje iz geofona.
Seizmički valovi iz podzemlja snimaju se na posebnom rasporedu od 24 ili više grupa geofona ili kanala, prenose do aparature te registriraju na 24 ili više tragova na seizmičkoj snimci ili seizmogramu. Inducirane struje malog intenziteta iz prijamnika odlaze u aparaturu koju čini niza filtara i pojačala te uređaja za digitalizaciju i zapis podataka na magnetske medije. U njoj se ulazni valni oblici prethodno pojačavaju i filtriraju kako bi se uklonile one komponente valnih oblika čija frekvencija pada izvan raspona frekvencija korisnih signala, dok se primjenom posebnih antialiasing filtara uklanjaju frekvencije, koje bi nakon digitalizacije mogle uzrokovati pojavu aliasinga. Nakon toga se tako obrađeni podaci zapisuju u brojčanom ili digitalnom obliku na magnetske vrpce koje služe kao izvorni materijal za dalju obradu.

## Vanjske poveznice
|  | Zajednički poslužitelj ima još gradiva o temi Geofon |